# Рязаново-на-Шоше
Ряза́ново-на-Шоше — деревня в Калининском районе Тверской области. Относится к Тургиновскому сельскому поселению.
Население по переписи 2002 — 54 человека, 22 мужчины, 32 женщины. Глава поселения — Селиванов Максим Викторович.
Расположена южнее Твери, в 1,5 км к востоку от села Тургиново, на левом берегу реки Шоши.
В 1997 году было 34 хозяйства, 63 жителя; в 2009 — 36 жителей. Несмотря на уменьшение числа постоянных жителей, число домов в деревне растет. По Генеральному плану Тургиновского сельского поселения (недоступная ссылка) к 2029 году планируется увеличить площадь деревни в 4 раза с прогнозируемым числом жителей в 2,8 тысяч.